# Škocjan, Škocjan
Škocjan este o localitate din comuna Škocjan, Slovenia, cu o populație de 233 de locuitori.